# Karin (Armenia storica)
Karin (o Garin) fu una regione storica dell'Armenia, che comprendeva grossolanamente parte delle province di Erzurum e di Muş, attualmente in Turchia. Il centro della provincia era la città di Karin (oggi Erzurum).
Nel 387, dopo la divisione dell'Armenia tra l'Impero bizantino e l'Impero sasanide, la provincia passò in mano Romana. La provincia fu conquistata dai turchi Ottomani nel 1514.